# 刺球果属
刺球果属是蒺藜目刺球果科下唯一属，约有18个种，該屬部分物種為半寄生植物。本属植物中国不产。
刺球果科自2009年发表的APG III分类法起和蒺藜科一并置于蒺藜目之下，虽然两科缺少形态相似性，但是研究者认为将其保留为孤立的科并无多少意义。